# Eupodotis caerulescens
El sisón azulado (Eupodotis caerulescens) es una especie de ave de la familia Otididae, que habita en el sur de África (Lesoto y Sudáfrica). Su llamada se asemeja a una serie de "croaks" similares al de los sapos, por lo general emitidos durante su vuelo. Su hábitat natural son mesetas elevadas con pastizales, zonas de arbustos secos, tierras arables y pasturas. Se encuentra amenazada como consecuencia de destrucción de hábitat.